# Lathyrus chloranthus
Lathyrus chloranthus là một loài thực vật có hoa trong họ Đậu. Loài này được Boiss. miêu tả khoa học đầu tiên.